# Testy skórne
Testy skórne – podstawowy rodzaj badania stosowany w diagnostyce alergii. Testy skórne są badaniami in vivo czyli na osobie badanej w kierunku alergii, w odróżnieniu od innych badań przeprowadzonych w laboratorium (in vitro) na materiale pobranym od osoby badanej.
Testy skórne należą do podstawowych metod diagnostycznych alergii. Pozwalają na potwierdzenie wystąpienia IgE-zależnej reakcji alergicznej w obrębie skóry. Podany alergen wiąże się ze swoistą immunoglobuliną E (w skrócie: IgE) na powierzchni mastocytów, co doprowadza do uwolnienia z nich histaminy, która powoduje w tym obrębie skóry powstanie zjawiska, polegającego na powstaniu bąbla i otaczającego go rumienia (zaczerwienienia skóry).
Do wykonania testów skórnych powinny być stosowane standaryzowane alergeny, a sam test powinien być wykonywany przez odpowiednio przeszkolony personel medyczny. Skóra w miejscach wykonywanych testów nie powinna być w jakikolwiek sposób zmieniona chorobowo. Preferowane lokalizacje wybierane do wykonywania testów to: dłoniowa (wewnętrzna) strona przedramion, lub alternatywnie górna powierzchnia pleców. 
Testy skórne dzielimy na: testy punktowe (PTS) i testy śródskórne (TŚ lub IDT) w alergii IgE-zależnej oraz naskórkowe testy płatkowe (NTP) w alergii kontaktowej.

## Testy punktowe

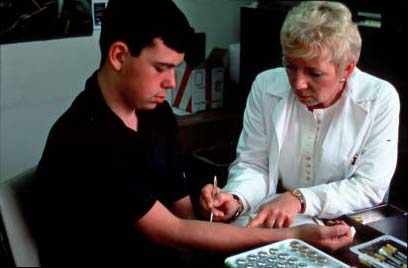
Wykonywanie testu skórnego

Test skórny

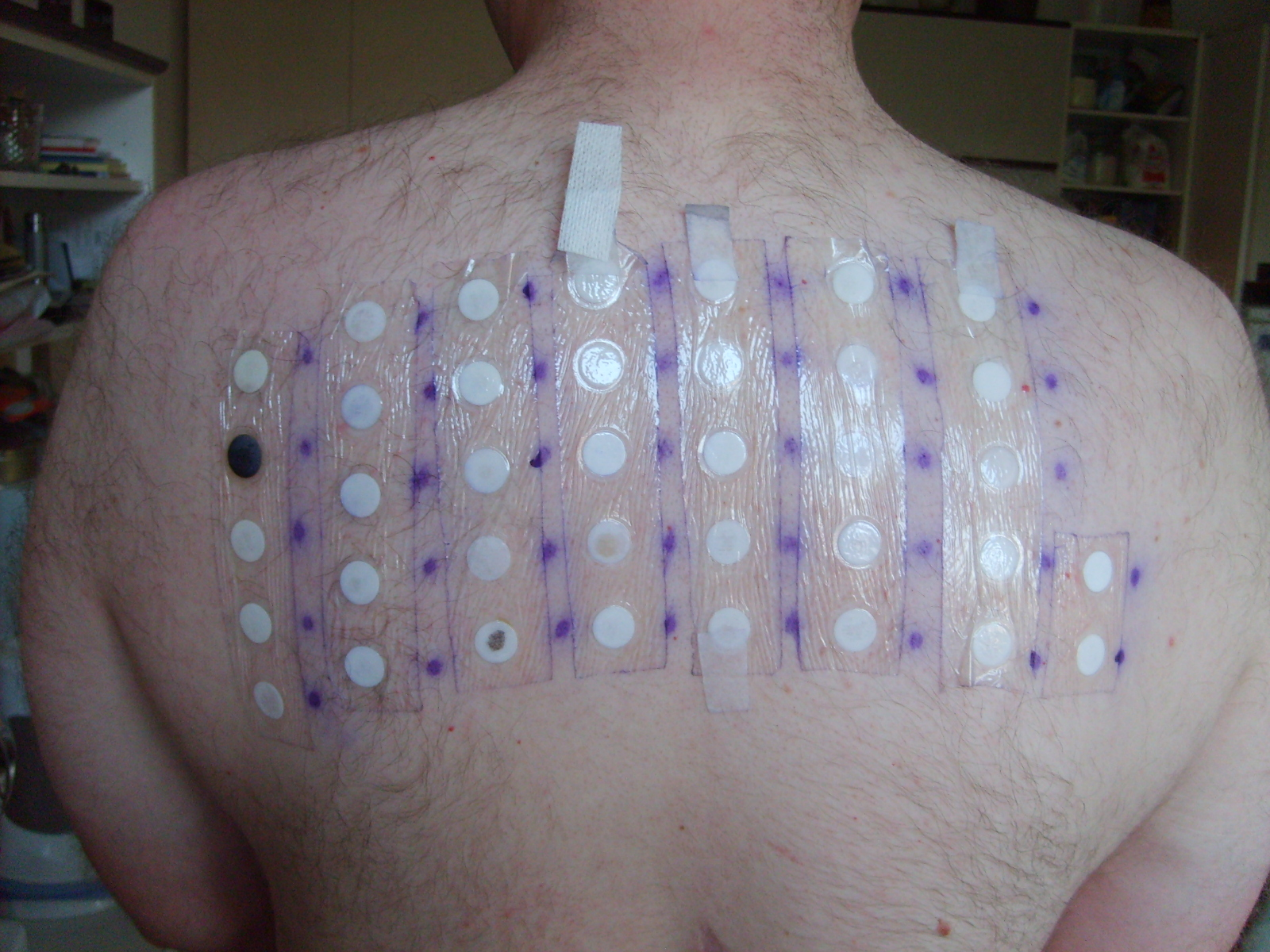
Wykonany płatkowy test naskórkowy

Technika wykonania testu punktowego polega na umieszczeniu roztworu zawierającego alergen na skórze i następnie nakłuciu skóry w obrębie kropli roztworu. Liczba badanych alergenów zależy od podejrzewanej etiologii, ponadto zawsze należy wykonać kontrolę dodatnią z roztworem histaminy oraz ujemną z roztworem soli fizjologicznej.

## Testy śródskórne
Zastosowanie testów śródskórnych to badanie alergii na jad owadów i na leki, a rzadziej do weryfikacji ujemnych wyników testów punktowych. Metoda o dużej czułości wykorzystywana do diagnostyki reakcji alergicznej typu natychmiastowego oraz typu reakcji opóźnionej. Wykonanie testu polega na wstrzyknięciu za pomocą strzykawki tuberkulinowej w warstwę powierzchowną skóry alergenu w objętości 0,01–0,02 ml, uzyskując tym samym bąbel o średnicy 2–3 mm. Zasadą jest, iż w przypadku ujemnych testów punktowych, alergen podaje się śródskórnie w stężeniu 100 do 1000-krotnie mniejszym niż był użyty w teście punktowym.
W porównaniu do testów punktowych testy śródskórne są bardziej czułe i powtarzalne, ale mniej swoiste.

## Interpretacja wyników testów skórnych
Interpretacji wyników w obu przypadkach dokonuje się w identyczny sposób. Po upływie 15–20 minut od założenia testu, mierzy się linijką z podziałką milimetrową średnicę bąbla i towarzyszącego nacieku. Jako wynik podaje się dwie wartości, gdzie pierwsza liczba mówi o średnicy bąbla, a druga o średnicy nacieku (np. 4/9). Innym, niezalecanym sposobem interpretacji testu jest tak zwana metoda półilościowa, gdzie wynik przedstawia się w postaci plusów (+). Możliwe warianty ocen przedstawiają się następująco:
- 0 = brak reakcji
- + = bąbel większy o 1 mm niż w kontroli ujemnej (czyli w miejscu podania soli fizjologicznej)
- ++ = bąbel większy o 1–3 mm niż w kontroli ujemnej
- +++ = bąbel większy o 3–5 mm
- ++++ = bąbel większy niż 5 mm, otoczony przez rumień

Testy punktowe dają wynik dodatni u 15–35% zdrowej populacji, dlatego ich dodatni wynik nie oznacza, że źródłem powstania bąbla i nacieku jest reakcja alergiczna IgE-zależna. W związku z tym wynik dodani nie może być podstawą rozpoznania klinicznie istotnej reakcji i zawsze powinien być rozpatrywany łącznie w połączeniu z innymi danymi klinicznymi.
W niektórych przypadkach kiedy nie udaje się stwierdzić związku przyczynowo-skutkowego między objawami klinicznymi a wynikami testów skórnych można posłużyć się badaniami poziomu swoistych przeciwciał klasy IgE w surowicy (ewentualnie test swoistej prowokacji narządowej). 
Przyczynami wystąpienia wyniku fałszywie dodatniego mogą być:
- zbyt bliskie, poniżej 2 mm, miejsce nakłucia testowego
- dermografizm
- podrażnienia wywołane przez inne substancje pomocnicze znajdujące się w roztworze
- zanieczyszczenie roztworu testowego innym alergenem
- ponadto w przypadkach testów śródskórnych – podanie zbyt dużej objętości lub zbyt wysokiego stężenia roztworu alergenu

Wynik fałszywie ujemny może wystąpić z powodu:
- stosowanie leków hamujących reakcje alergiczną przed wykonaniem badania; poniżej wymienione leki powinny być odstawione na 10 dni przed wykonaniem testów:
  - azelastyna
  - cetyryzyna
  - klemastyna
  - ebastyna
  - feksofenadyna
  - hydroksyzyna
  - ketotifen
  - loratadyna
  - mizolastyna
  - astemizol – obecnie niestosowany; powinien być odstawiony na 30–60 dni przed wykonaniem testów
  - glikokortykosteroidy stosowane ogólnie, wziewnie lub donosowo nie mają wpływu na wynik badania
  - leki stosowane miejscowo na skórę również wpływają na wynik testów, nie jest jednak znany czas konieczny do ustąpienia wpływu na reakcję skórną, choć przyjmuje się, że konieczne jest ich odstawienie 2–3 tygodnie przed wykonaniem testu
- zła technika wykonania (zbyt płytkie nakłucie)
- roztwór alergenu o zbyt niskim stężeniu
- słaba reaktywność skóry (np. powyżej 50. roku życia i poniżej 5. rż.)[1]
- przewlekła niewydolność nerek
- uszkodzenia nerwów zaopatrujących miejsce wykonania testu (obwodowe lub centralne)
- zbyt głębokie podanie roztworu testowego (w przypadku testu śródskórnego)
- reakcja anafilaktyczna w krótkim czasie przed wykonaniem testów

## Wskazania do wykonania testów
Podstawowym testem jest test punktowy, który jest wykonywany celem potwierdzenia, że dany alergen wywołuje u danego chorego reakcję alergiczną. Ma to znaczenie przy wykrywaniu pacjentów wymagających odczulania lub w przypadku niemożności przeprowadzenia testu i powinno stać się przyczynkiem do unikania zdiagnozowanego alergenu (np. alergeny pokarmowe). Testy śródskórne nie są przeprowadzane, jeśli wynik testu punktowego jest dodatni, służą więc do pogłębienia diagnostyki w przypadku testów punktowych ujemnych, zwłaszcza przy istotnym podejrzeniu, że dana substancja jest dla organizmu alergenem.

## Przeciwwskazania
- ciąża
- pokrzywka
- brak możliwości odstawienia leków przeciwalergicznych na okres badania
- choroby z autoagresji
- nowotwory złośliwe

## Działania niepożądane
Testy skórne są bezpieczną procedurą diagnostyczną. Najczęstszym powikłaniem jest niegroźna miejscowa reakcja alergiczna. U 0,02–0,04% chorych może dojść do wystąpienia wstrząsu anafilaktycznego, dlatego testy skórne powinny być wykonywane przez lekarza, który ma dostęp do zestawu przeciwwstrząsowego.